# 路德维希·基施纳
路德维希·基施纳（Ludwig Kirschner，1904年6月12日 - 1945年2月11日）是第二次世界大战期间的一位纳粹德国国防军将领，曾指挥德国国防军的一個師，並获颁騎士鐵十字勳章。他于1945年2月11日在日維茨阵亡。